# Thessalia infrequens
Thessalia infrequens är en fjärilsart som beskrevs av Gunder 1928. Thessalia infrequens ingår i släktet Thessalia och familjen praktfjärilar. Inga underarter finns listade i Catalogue of Life.